# روبرت ال. بهنکن
روبرت ال. بهنکن (به انگلیسی: Robert L. Behnken) فضانورد اهل کشور ایالات متحده آمریکا است که در ۲۸ ژوئیهٔ ۱۹۷۰ میلادی در کرو کور، میزوری زاده شد. وی در مأموریت اس‌تی‌اس-۱۲۳، اس‌تی‌اس-۱۳۰ حضور داشته‌ است.